# Benedykt Gliński
Benedykt Gliński herbu Korczak (ur. w 1618, zm. w 1679) – duchowny greckokatolicki, bazylianin. Brat matki Lwa Ślubicza Zalewskiego. Studiował w Kolegium jezuitów w Braniewie (rozpoczął naukę 10 lutego 1639, zakończył 1 września 1639) oraz w kolegium jezuitów w Wilnie (1640-1643). Po śmierci biskupa Pocieja otrzymał 30 października 1666 nominację królewską na biskupstwo włodzimiersko-brzeskie. Fundował klasztor bazylianów w Włodzimierzu Wołyńskim oraz szkołę katedralną, przeznaczając na nią 8400 złotych.